# Universidad Sertoriana de Huesca
La Universidad Sertoriana de Huesca fue fundada por Pedro IV de Aragón el 12 de marzo de 1354 desde Alcañiz, pese a la exclusividad que había sido otorgada por Jaime II el Justo a la ciudad de Lérida, única con derecho a constituirse Estudio General en la Corona de Aragón. A pesar de que Huesca en tiempo de Sertorio (m. en Huesca en 72 a. C.) dispuso de una Academia de Latinidad, en el documento fundacional de Pedro IV el Ceremonioso no se alude a la tradición de estudios latinos de la ciudad. No obstante, con el tiempo la Universidad oscense recordaría en su nombre aquel precedente titulándose «Universidad Sertoriana».
La Universidad de Huesca se ubicó en el edificio que acoge en la actualidad el Museo de Huesca, que aún contiene varias salas pertenecientes al Palacio de los Reyes de Aragón del siglo XII, edificado sobre una torre islámica con paramentos en estilo románico rematada con almenas.
El más importante resto del Palacio Real es la Torre de la Campana de Huesca, ejemplo único del románico urbano civil en España. El arranque es una torre de época árabe de planta hexagonal alargada, que conforma en planta una nave rematada por dos ábsides enfrentados en los lados cortos. La planta inferior o de Sala de la Campana de Huesca, aún muestra tres ventanas románicas. La superior o sala de la reina Petronila conserva los muros ornamentados por columnas románicas y capiteles historiados que sustentan arcos de medio punto ciegos.
El resto del edificio de la Universidad Sertoriana presenta un estilo barroco de gran austeridad de influencias herrerianas y fue diseñado por Francisco de Artiga en 1690. Tiene planta octogonal con un patio porticado en el centro. Alberga este patio restos arqueológicos pertenecientes al Museo de Huesca.
En 1845 fue clausurada la Universidad Sertoriana. Desde 1850 se pensó en crear un museo aprovechando los fondos universitarios, en cuyo proyecto destacó la iniciativa del pintor y erudito Valentín Carderera, que donó gran parte de su colección privada. En junio de 1873 se inauguraba oficialmente. Más tarde, en 1968, el Museo Provincial de Huesca pasó a ocupar las dependencias de la antigua Universidad. En 1993 se emprendió una nueva reforma del museo, que fue renovado en profundidad y reinaugurado en 1999.

## Historia y estudios de la Universidad de Huesca

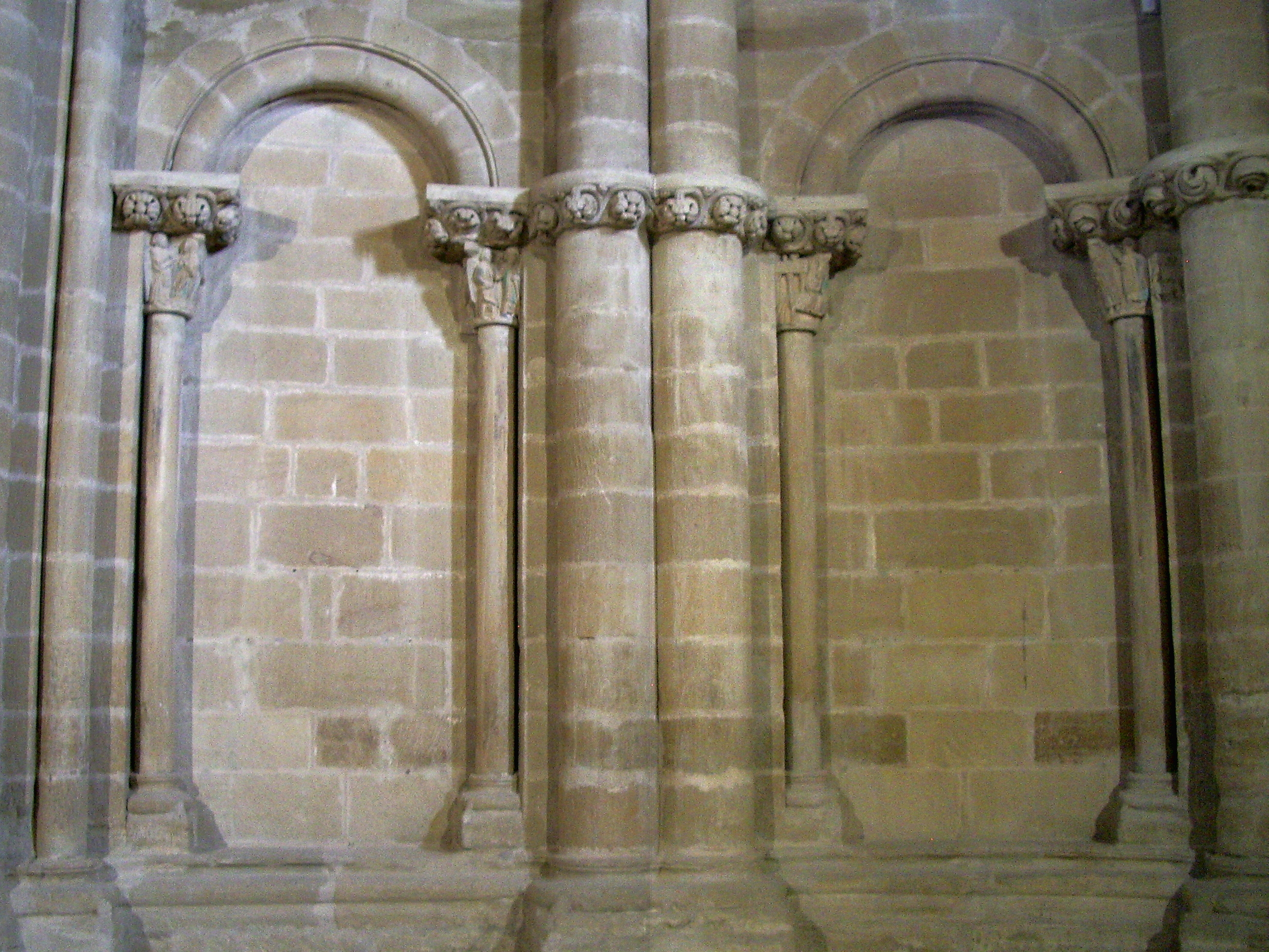
Arcos y capiteles historiados de la sala de la reina Petronila del palacio Real de Huesca, que formó parte de las dependencias de la Universidad Sertoriana

En el siglo XIV, fue una Universidad centrada en los estudios de Teología y gobernada y patrocinada por los jurados de la ciudad. Un siglo después, en 1450, Juan II de Aragón promueve reformas encaminadas a su impulso, con medidas económicas y de gestión. Sus enseñanzas se amplían en este siglo XV a las disciplinas relacionadas con el Derecho, la Medicina y la Filosofía.
Sin embargo, la rivalidad con la Universidad de Lérida llevó a que ambas universidades no reconocieran los recíprocos títulos y grados que otorgaban. En el siglo XVI sus instalaciones se amplían con estancias del antiguo Palacio Real, gracias a una cesión real de Felipe II, y se crea en el Colegio Mayor Imperial de Santiago emulando al Colegio Mayor de la Universidad de Salamanca, con capacidad para trece estudiantes con rector propio que elegían los propios alumnos. En 1587 se funda un segundo colegio mayor, llamado de San Vicente Mártir. Pero a pesar de todos los esfuerzos, la rivalidad con las universidades de Lérida y con la naciente Universidad de Zaragoza llevará a la sertoriana a una franca decadencia a finales del siglo XVI, de la que no se recuperaría hasta su desaparición en 1845 con las reformas liberales de la enseñanza.

## Mandatarios

### Rectores
| Nombre                        | Años          |
| ----------------------------- | ------------- |
| Esteban de la Cueva           | ¿1590? - 1594 |
| Jerónimo Fernández de Heredia | ???? - ????   |
| Juan Orencio Lastanosa        | 1631 - ????   |
| Domingo Forcada               | 1645          |
| Marcos Jiménez                | 1666          |
| Francisco Ferrer              | 1672 - ????   |
| José María Abadías            | ¿1690? - ???? |
| Diego Lasierra                | 1695 - ????   |
| Pedro María Ric y Monserrat   | ???? - ????   |
| Demetrio Lorés Garasa         | 1733 - ????   |
| Francisco Asensio             | 1759 - ????   |
| José Sanz de Larrea           | 1787-1788     |
| Ramón Otal y Mozárabe         | ???? - ????   |
| Victorián de Villava y Aibar  | ???? - ????   |
| Tomás Pérez                   | ???? - ????   |
| Jorge Sichar                  | ???? - 1845   |

### Cancilleres (1463 - 1585)
| Nombre                 | Años                         |
| ---------------------- | ---------------------------- |
| Antonio de Espés       | 25 de octubre de 1463 - ???? |
| Carlos de Urriés       | ???? - 1519                  |
| Pedro Jordán de Urries | 1519                         |
| Carlos de Urriés       | 1519 - 1528                  |
| Jerónimo Lanuza        | 1528 - ????                  |

### Maestrecolía (1585 -????)
Aprobado por la bula de Pio V en 1571 por petición de Felipe II en sustitución de la Cancillería, no se nombró al primer maestrescuela hasta 1585.
| Nombre       | Años        |
| ------------ | ----------- |
| Juan Cardona | 1585 - 1603 |

## El archivo
Todos los documentos conservados de la Universidad Sertoriana se encuentran en el Archivo Histórico Provincial de Huesca donde ingresaron entre el 16 de diciembre de 1940 y el 3 de mayo de 1941, al transferirse desde el entonces llamado Instituto de Segunda Enseñanza de Huesca.
El fondo consta de 459 unidades de instalación, con documentos datados entre 1434 y 1845, aunque predominan los de los siglos XVIII a XIX. Dichos documentos están clasificados, de acuerdo con la estructura de gobierno de la Universidad, en tres secciones: Consejo, Claustro y Asignatura. A través de estos documentos puede seguirse la historia de la institución, su funcionamiento, los planes de estudio, la provisión de cátedras, la vida estudiantil, etc.
También existen documentos procedentes de la Universidad Sertoriana y sus colegios en el Archivo Municipal de Huesca, el Archivo de la Catedral y en la Biblioteca Pública de Huesca.